# Мальмстрём, Карл Густав
Карл Густав Мальмстрём (швед. Carl Gustaf Malmström; 1822—1912) — шведский историк и педагог. Профессор Уппсальского университета с 1877 по 1882 год. Министр образования Швеции с 1878 по 1880 год и государственный архивариус с 1882 по 1887 год. 

## Биография
Карл Густав Мальмстрём родился 2 ноября 1822 года в местечке Tysslinge.

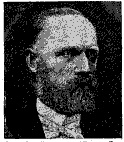
К. Г. Мальмстрём

По окончании обучение занимал профессорские должности в Христиании и Уппсальском университете. В 1878 году он был принят в Шведскую академию наук. 
Важнейший труд его посвящен истории Швеции в эпоху от смерти Карла XII до 1772 года (1855—1877; 2-е изд. двух первых частей — 1893 и 1895). 
По мнению доктора всеобщей истории, профессора Императорского Санкт-Петербургского Университета Г. В. Форстена, Мальмстрём, как исследователь,  «отличается беспристрастием и объективностью; с особенной подробностью он останавливается на политической и дипломатической жизни». 
В периодических изданиях был помещён ряд работ его по вопросам о церкви, о централизации, о войне за австрийское наследство, о риксдаге в XVIII века и другие. 
В 1863 году Мальмстрём издал учебник шведского государственного права, который вошел, в переработке, в состав «Deutches Staatswörlerbuch» Иоанна Каспара Блунчли и Карла Людвига Теодора Братера.
Карл Густав Мальмстрём умер 12 сентября 1912 года в Юрсхольме (Дандерюд).